# Chatham-Kent—Leamington (circonscription provinciale)
Circonscription électorale provinciale du Canada
Chatham-Kent—Leamington (auparavant Chatham-Kent—Essex) est une circonscription provinciale de l'Ontario représentée à l'Assemblée législative de l'Ontario depuis 1999.

## Géographie
La circonscription est située dans le sud-ouest de l'Ontario. La circonscription est constituée de la municipalité de Chatham-Kent et de Leamington, de la réserve autochtone de Moravian 47, du Parc national de la Pointe-Pelée et de l'île Pelée.
Les circonscriptions limitrophes sont Lambton—Kent—Middlesex, Essex et Elgin—Middlesex—London.

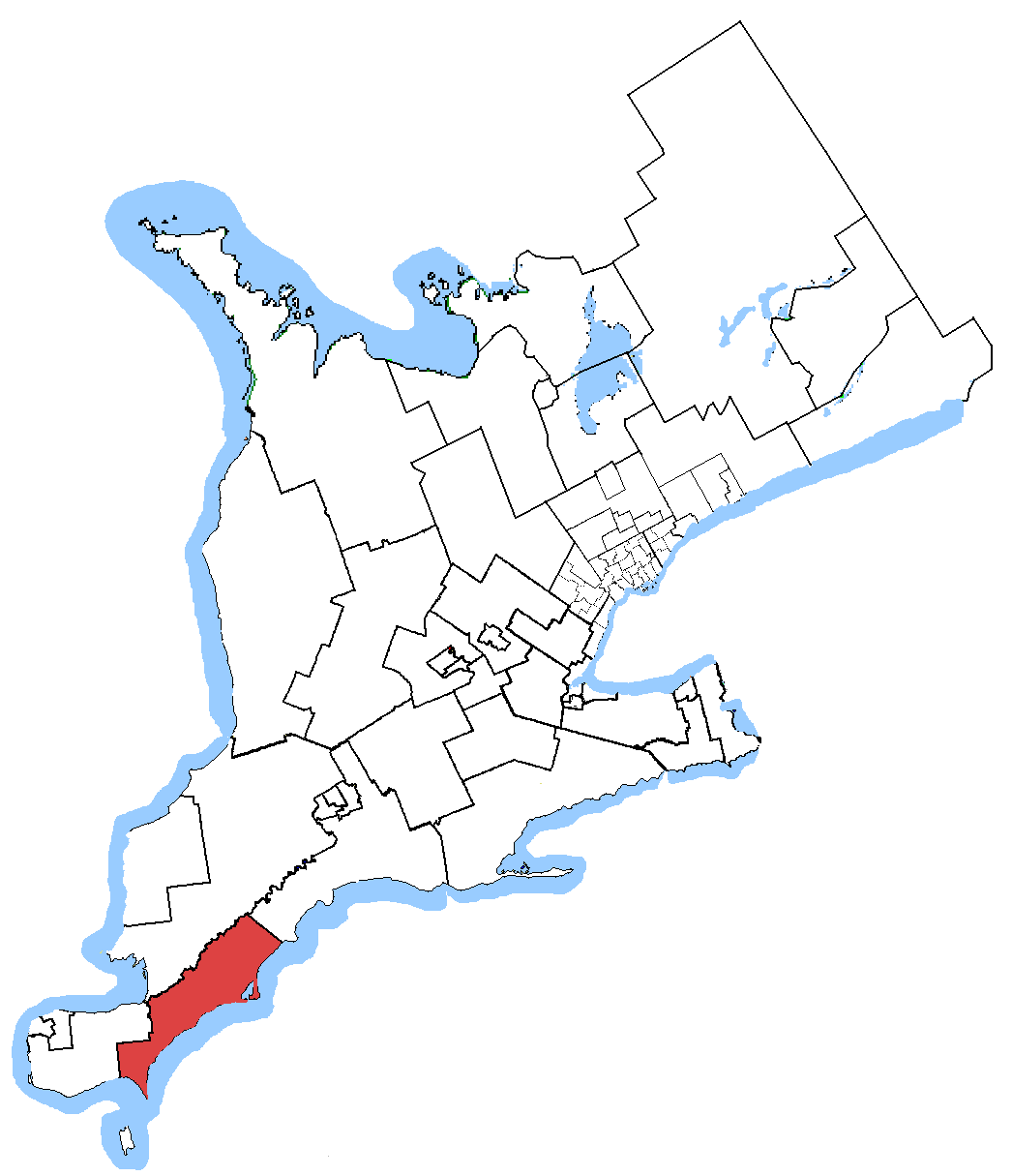
Chatham-Kent—Essex (2003-2018)

## Historique
| Législature                                                   | Années        | Député | Député        | Parti                     |
| ------------------------------------------------------------- | ------------- | ------ | ------------- | ------------------------- |
| Circonscription issue d'Essex—Kent, Chatham—Kent et Essex-Sud |               |        |               |                           |
| 37e                                                           | 1999-2003     |        | Pat Hoy       | Libéral                   |
| 38e                                                           | 2003-2007     |        | Pat Hoy       | Libéral                   |
| 39e                                                           | 2007-2011     |        | Pat Hoy       | Libéral                   |
| 40e                                                           | 2011-2014     |        | Rick Nicholls | Progressiste-conservateur |
| 41e                                                           | 2014-2018     |        | Rick Nicholls | Progressiste-conservateur |
| Circonscription renommée Chatham-Kent—Essex                   |               |        |               |                           |
| 42e                                                           | 2018-2021     |        | Rick Nicholls | Progressiste-conservateur |
| 42e                                                           | 2021-2021     |        | Rick Nicholls | Indépendant               |
| 42e                                                           | 2021-2022     |        | Rick Nicholls | Ontario Party (en)        |
| 43e                                                           | 2022–2025     |        | Trevor Jones  | Progressiste-conservateur |
| 44e                                                           | 2025–en cours |        | Trevor Jones  | Progressiste-conservateur |

## Circonscription fédérale
Depuis les élections provinciales ontariennes du 4 octobre 2007, l'ensemble des circonscriptions provinciales et des circonscriptions fédérales sont identiques.